# Хамшари, Махмуд
Махмуд аль-Хамшари (араб. محمود الهمشري‎; 29 августа 1939, Умм Халед, Подмандатная Палестина — 9 января 1973, Париж, Франция) — палестинский террорист, представитель Организации освобождения Палестины во Франции, один из главарей террористического «Чёрного сентября». Координатор теракта на мюнхенской Олимпиаде. В результате операции «Гнев Божий» был серьезно ранен в своей квартире в Париже, умер в больнице.

## Биография
Махмуд аль-Хамшари родился в деревне Умм Халед. Во время Войны за независимость деревня была покинута, и семья Хамшари бежала в Тулькарм. Через несколько лет он уехал в Кувейт, где нашел работу, а в 1962 году переехал в Алжир, который к тому времени получил независимость, и начал там преподавать.
В 1969 году Хамшари переехал в Париж, где стал представлять Организацию освобождения Палестины и ФАТХ.
Один из главарей террористической организации «Чёрный сентябрь». Хамшари участвовал в планировании нескольких нападений на Израиль, включая попытку убить Давида Бен-Гуриона в Дании в 1969 году и нападение на рейс 330 Swissair.

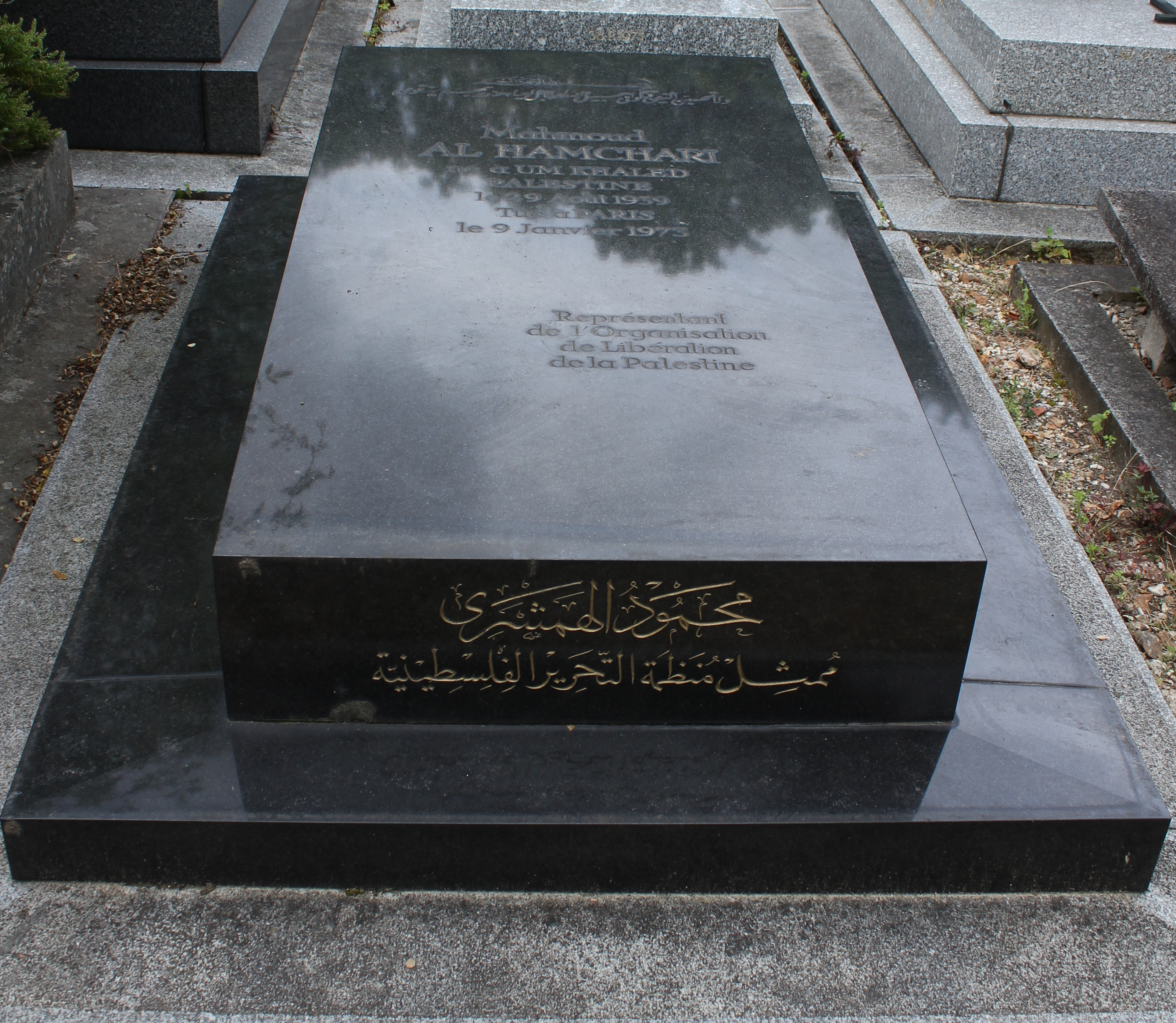
Могила Хамшари на кладбище Пер-Лашез, Париж

По данным Моссада, Хамшари был координатором теракта на мюнхенской Олимпиаде 1972 года. В результате операции «Гнев Божий» по уничтожению палестинских террористов из организации «Чёрный сентябрь», Махмуд аль-Хамшари был серьезно ранен. Это произошло после того, как бомба, заложенная в его доме, взорвалась, когда он отвечал на телефонный звонок.
9 января 1973 года скончался в больнице. Похоронен на кладбище Пер-Лашез в Париже.